# 4-氧脯氨酸还原酶
4-氧脯氨酸还原酶（英語：4-oxoproline reductase，EC 1.1.1.104（页面存档备份，存于）），是一种以NAD+或NADP+为受体、作用于供体CH-OH基团上的氧化还原酶。这种酶能催化以下酶促反应：
4-羟基-L-脯氨酸 + NAD+ {\displaystyle \rightleftharpoons } 4-氧脯氨酸 + NADH + H+
4-氧脯氨酸还原酶主要参与精氨酸和脯氨酸的代谢过程。